# Българско училище „Родна стряха“ (Арадипу)
Българското училище „Родна стряха“ (на гръцки: Βουλγαρικό σχολείο «Πατρογονική εστία») е училище на българската общност в град Арадипу, Кипър. Създадено е през 2016 г. То функционира към дружество „Родна стряха“. Към 2024 г. директор на училището е г-жа Калинка Панчева.

## История
Училището е създадено през 2016 г., като идеята за създаването му е от група родители и учители през 2015 г. От 2018 г. училището е в Списъка на българските неделни училища в чужбина. От 2020 г. в сътрудничество със Софийския университет училището провежда изпити за ниво на владеене на български език.